# Göran Lindberg (jazzmusiker)
Göran Lindberg, född 4 februari 1939, död 13 juli 2016 i Stockholm, var en svensk jazzpianist, kompositör och arrangör.
Under tidigt 1960-tal blev Lindberg känd som ofta anlitad musiker på jazzrestaurangen Gyllene Cirkeln i Stockholm. Don Byas, Coleman Hawkins, Lucky Thompson, Stuff Smith, Mark Murphy, Anita O'Day, Johnny Griffin är några kända musiker han arbetat med. Bland svenska artister märks Monica Zetterlund, vars sista skiva han även arrangerade, och vidare Eje Thelin, Bernt Rosengren, Putte Wickman, Rolf Billberg, Svante Thuresson och Barbro Hörberg men också Sickan Carlsson, Hjördis Petterson och Anita Lindblom.  
Åren 1974–1975 var han pianist och arrangör på Pow-Schow II med Povel Ramel och Wenche Myhre. Han var kapellmästare på Folkan i Stockholm 1976–1978 och anställd på Kungliga Musikhögskolan som lärare och inspiratör 1980–2004. Han medverkade på 1980-talet i Orkesterjournalens Gyllene skiva tre år i rad med Bertil Lövgren, Krister Andersson och Rolf Ericsson. 
Lindbergs enda egna skivutgåva är Don't Explain (Dragon 1984).

## Priser och utmärkelser
- 1982 – Jan Johansson-stipendiet
- 2010 – Christer Boustedt-stipendiet
- 2014 – Monica Zetterlund-stipendiet